# St-Germain (Vieux-Vy-sur-Couesnon)

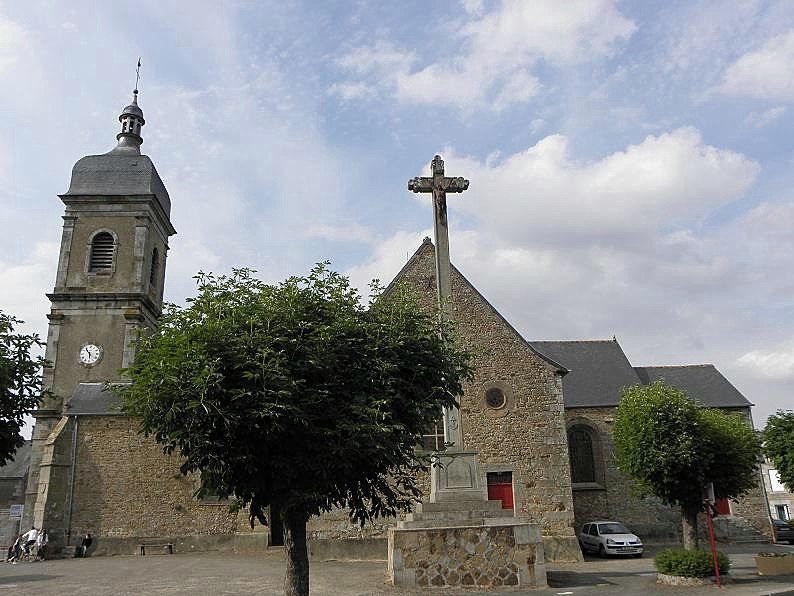
Kirche St-Germain in Vieux-Vy-sur-Couesnon

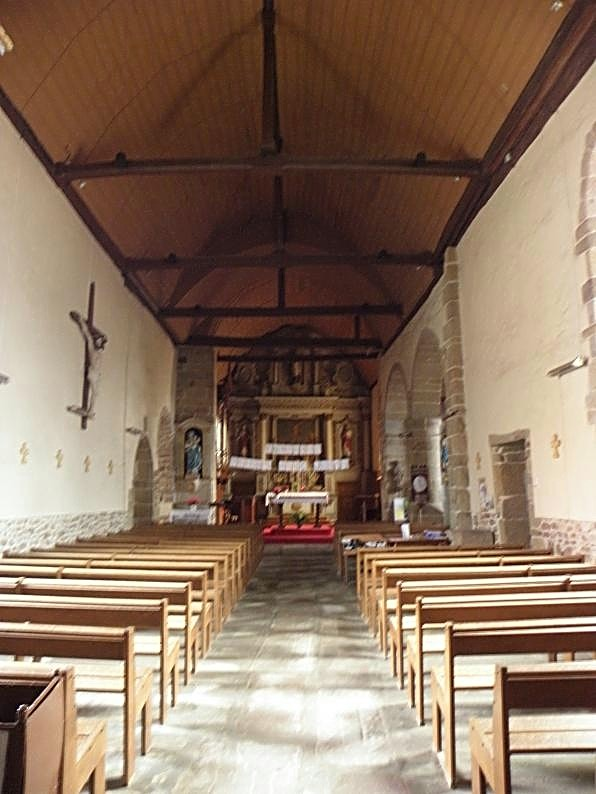
Innenansicht

Die katholische Pfarrkirche St-Germain in Vieux-Vy-sur-Couesnon, einer französischen Gemeinde im Département Ille-et-Vilaine in der Region Bretagne, wurde ursprünglich im 12. Jahrhundert errichtet.
Der Saalbau besitzt aus der Zeit der Romanik die nördliche Mauer des Kirchenschiffs und den nördlichen Teil des Querhauses. Im 15./16. Jahrhundert fanden wesentliche Umbauten statt, wobei auch die südliche Kapelle angefügt wurde.
Der rechteckige Glockenturm wurde 1854 nach Plänen des Architekten Brochet errichtet.